# George Spencer-Churchill (5e duc de Marlborough)
Pour les articles homonymes, voir George Spencer-Churchill, Spencer et Churchill.
Cet article possède des paronymes, voir George Spencer et George Churchill.
Pour les autres membres de la famille, voir Famille Spencer.
George Spencer-Churchill (6 mars 1766 – 5 mars 1840, Palais de Blenheim), 5e duc de Marlborough, connu sous les titres de marquis de Blandford jusqu'en 1817, est un homme politique et collectionneur britannique.

## Biographie
Fils de George Spencer (4e duc de Marlborough), il suit ses études à Eton College, puis à la Christ Church (Oxford), et sort Master of Arts en 1786 et Doctor of Laws en 1792.
Il représente l'Oxfordshire à la Chambre des communes de 1790 à 1796, puis Tregony de 1802 à 1806.
De 1804 à 1806, il est Lord du Trésor dans le gouvernement de William Pitt le Jeune.
Il entre à la Chambre des lords en 1806, grâce à un bref de nomination (en), pour la baronnie de son père (Spencer of Wormleighton). En 1817, il succède à son père dans le titre de duc de Marlborough.
Collectionneur d'antiquités et de livres, il est admis comme membre de la Society of Antiquaries of London le 8 décembre 1803.

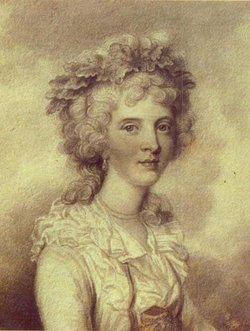
Portrait de la duchesse de Marlborough.

Marié en 1791 avec Lady Susan Stewart, fille de John Stewart (7e comte de Galloway), il est le père de George Spencer-Churchill (6e duc de Marlborough) et de Charles Spencer-Churchill.

## Sources
- (en) Cet article est partiellement ou en totalité issu de l’article de Wikipédia en anglais intitulé « George Spencer-Churchill, 5th Duke of Marlborough » (voir la liste des auteurs).